# Jakson Vicent Monasterio
Jakson Vicent Monasterio, född 31 december 1991, är en venezuelansk roddare.
Vicent Monasterio tävlade för Venezuela vid olympiska sommarspelen 2016 i Rio de Janeiro, där han slutade på 29:e plats i singelsculler.